# Borgman
Borgman é um filme de drama neerlandês de 2013 dirigido e escrito por Alex van Warmerdam. Foi selecionado como representante dos Países Baixos à edição do Oscar 2014, organizada pela Academia de Artes e Ciências Cinematográficas.

## Elenco
- Jan Bijvoet - Camiel Borgman
- Hadewych Minis - Marina
- Jeroen Perceval - Richard
- Alex van Warmerdam - Ludwig
- Tom Dewispelaere - Pascal
- Sara Hjort Ditlevsen - Stine
- Elve Lijbaart - Isolde
- Dirkje van der Pijl - Rebecca
- Pieter-Bas de Waard - Leo
- Eva van de Wijdeven - Ilonka
- Annet Malherbe - Brenda